# ORCO Tower

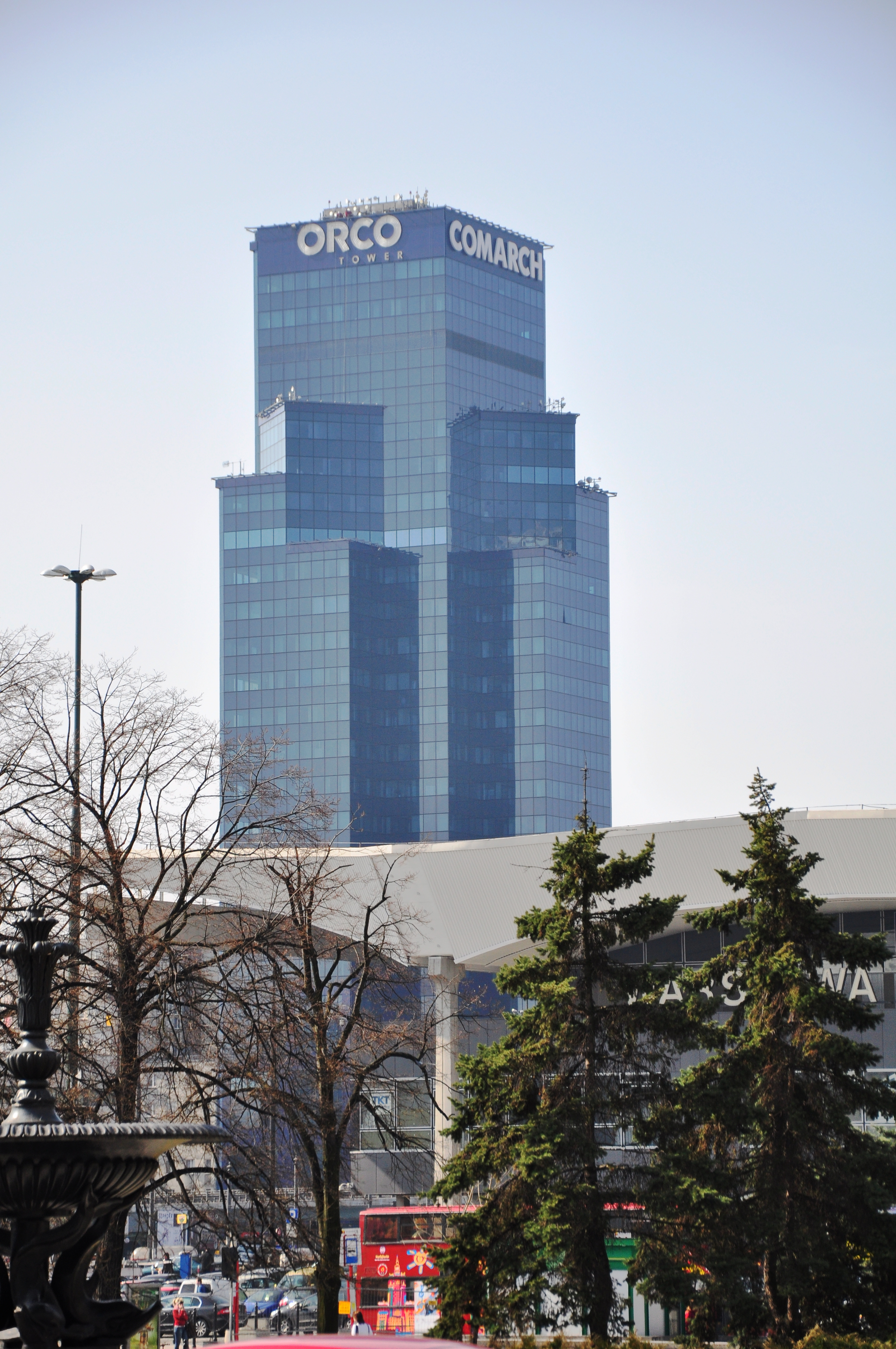
Der ORCO-Tower aus ostwärtiger Sicht, im Vordergrund das Gebäude des Warschauer Zentralbahnhofs

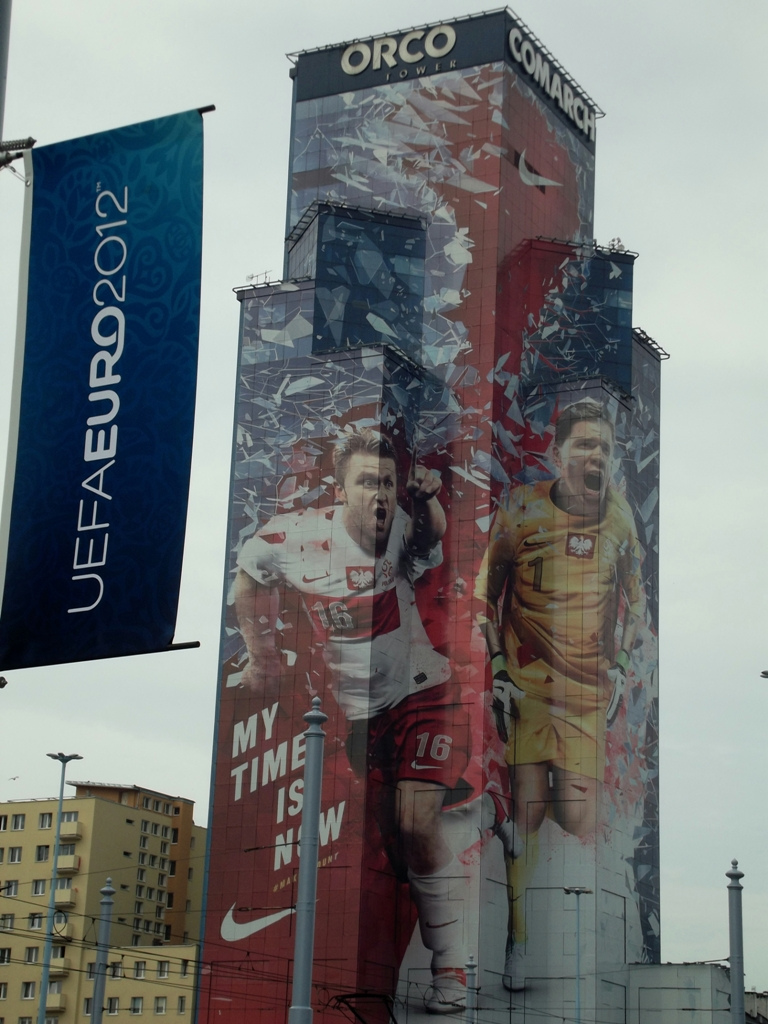
Gestaltung der Fassade während der Fußball-EM 2012

Der ORCO Tower (früher: FIM-Tower) ist ein Bürohochhaus in der Warschauer Innenstadt. Es liegt im Stadtteil Ochota an der Aleje Jerozolimskie 81 (Ecke Ulica Tytusa Chałubińskiego) in unmittelbarer Umgebung des Warschauer Zentralbahnhofs und des höheren Centrum LIM. Eigentümer des Gebäudes ist die ORCO Property Group.

## Geschichte
Im Jahr 1911 war an der Stelle des heutigen Hochhauses das Burchard-Apartmenthaus (poln.: Kamienica Burcharda) errichtet worden. Dieses Gebäude war 1973 im Rahmen des Baues des Zentralbahnhofs und der Überbrückung der Aleje Jerozolimskie abgerissen worden. Der Platz wurde damals zur vorübergehenden Umleitung der Straßenbahn benötigt. Nach Rückverlegung der Schienentrasse blieb das Grundstück bis Anfang der 1990er Jahre unbebaut.
Von 1992 bis 1996 wurde von der italienischen Immobilienentwicklungsgesellschaft Fortrade Financing S.p.A. der FIM Tower im Stil der postmodernen US-amerikanischen Bürohochhäuser der 1980er Jahre errichtet. Architekten waren Lorenzo Martinoia, Jacek Sokalski und Amadeo Strada. Das Hochhaus verfügt bei einer Höhe von 115 Metern über 27 Stockwerke. Es gibt keine Untergeschosse. Von gesamt knapp 21.000 Quadratmeter Nutzfläche stehen rund 14.000 Quadratmeter als Bürofläche zur Verfügung. Ein bedeutender Mieter der Anfangsjahre war das polnische Telekommunikationsunternehmens Polkomtel (Marke: Plus), welches ein großes Logo an den obersten Stockwerken anbringen ließ. Im Juli 2006 übernahm der Investmentfonds „Endurance“ der luxemburgischen ORCO-Gruppe das Gebäude; 2008 kam es unter dem neuen Eigentümer es zu einer umfassenden Sanierung, das Hochhaus wird seitdem als ORCO Tower bezeichnet. Größter Mieter ist seitdem das IT-Unternehmen Comarch.
Zur Fußball-Europameisterschaft 2012 wurde das gesamte Hochhaus mit einer Werbung des Sportartikelherstellers Nike versehen (siehe Foto).